# Miasta w Indiach
Według danych oficjalnych pochodzących z 2013 roku Indie posiadały ponad 200 miast o ludności przekraczającej 250 tys. mieszkańców. Największe miasto Mumbaj (Bombaj) oraz była stolica kraju Delhi liczą ponad 10 milionów mieszkańców; 44 miast z ludnością 1÷10 mln.; 55 miast z ludnością 500÷1000 tys. oraz reszta miast poniżej 500 tys. mieszkańców.
W Indiach miasta można podzielić na 3 kategorie:
- z ludnością powyżej 5 000 000 mieszkańców - Megacity
- z ludnością od 1 000 000 do 4 999 999 - Metropolis
- z ludnością od 500 000 do 999 999 - Sub-Metropolis

Największą aglomeracją na zachodzie jest Mumbaj, na północy – Delhi, na wschodzie – Kolkata, a na południu – Bengaluru i Ćennaj.

## Największe miasta w Indiach

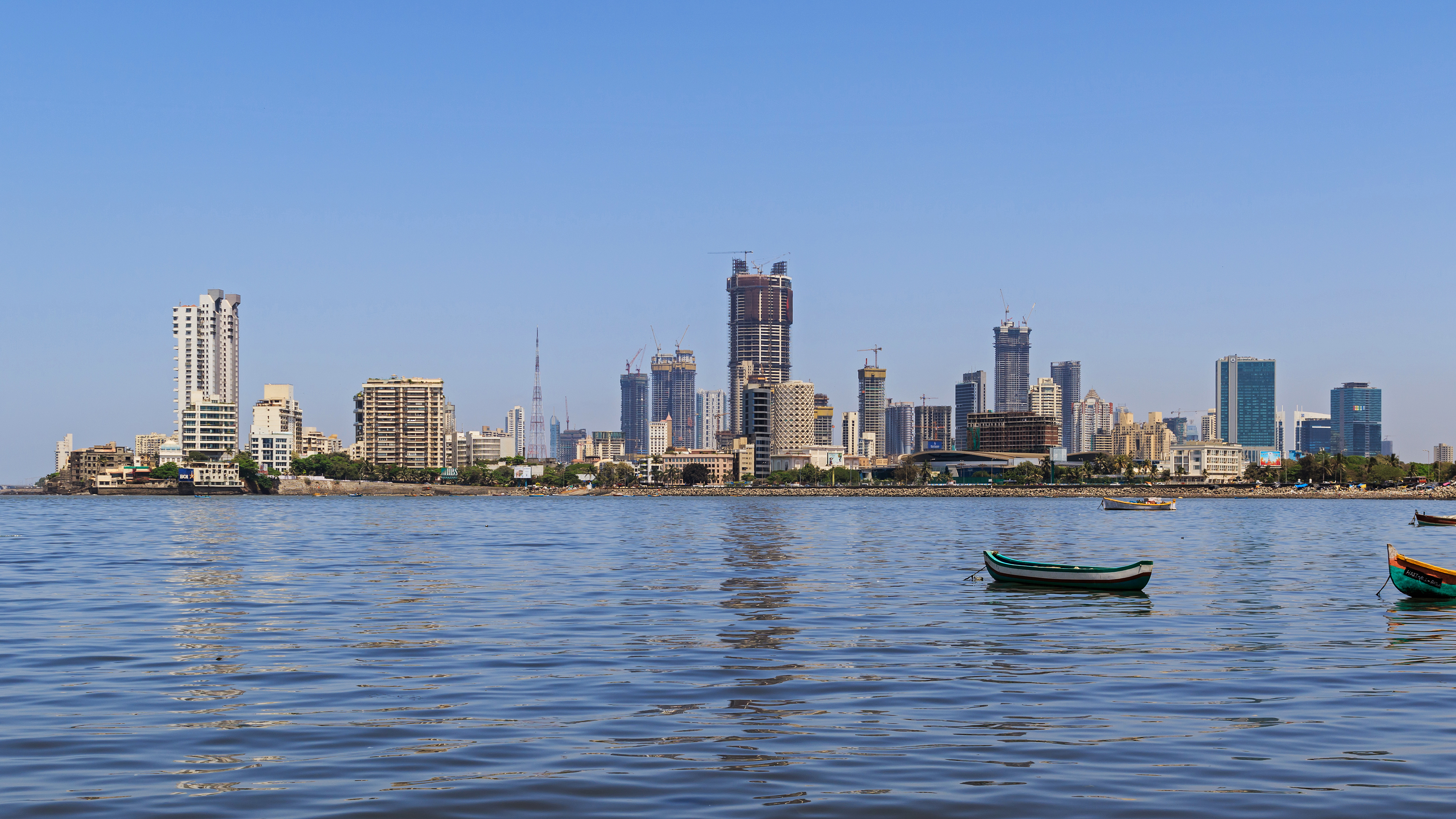
Mumbaj

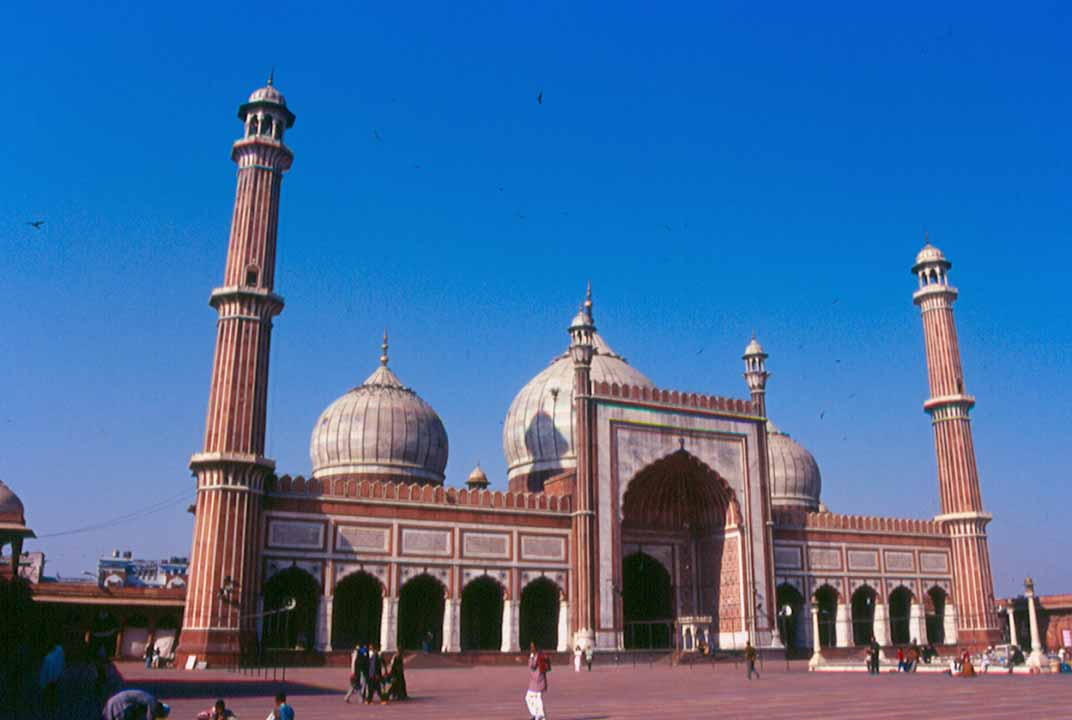
Meczet Dżami Masdżid w Delhi

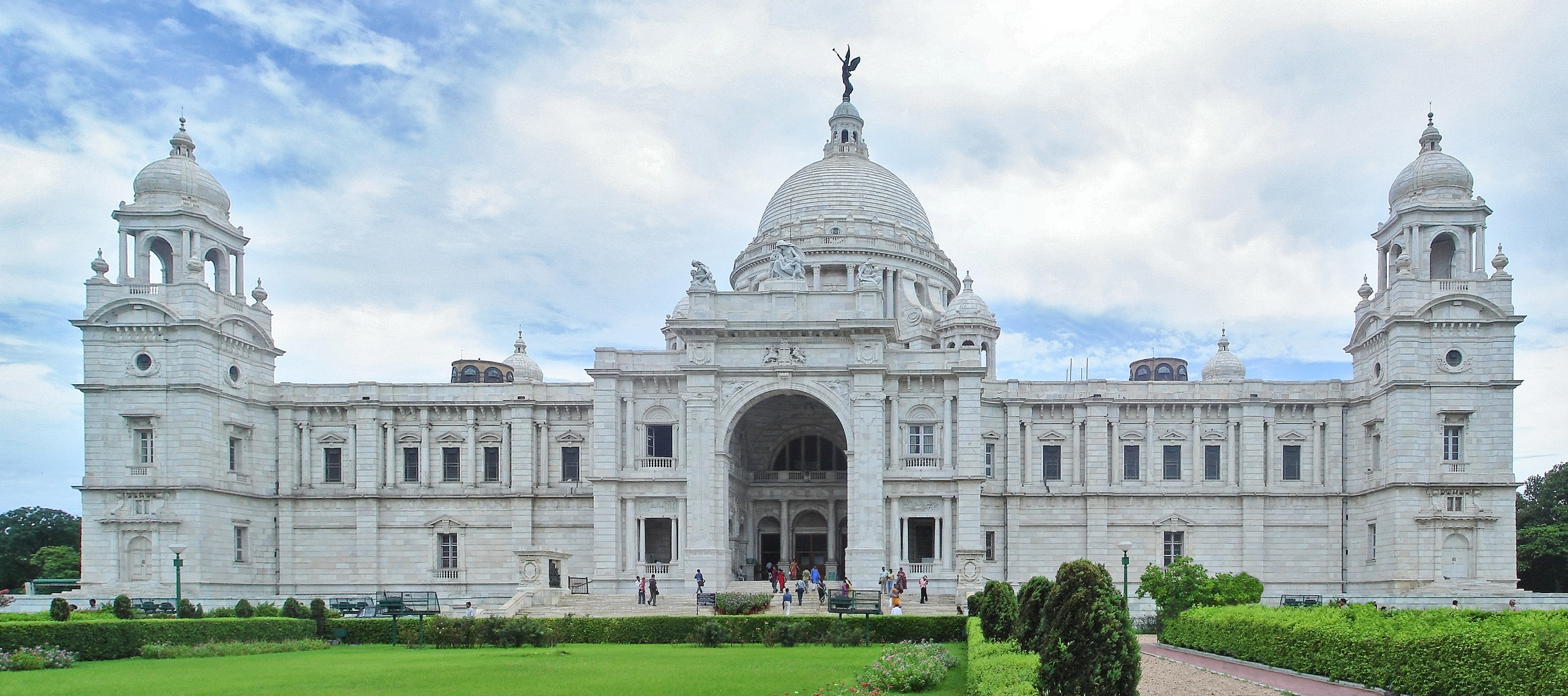
Victoria Memorial, Kolkata

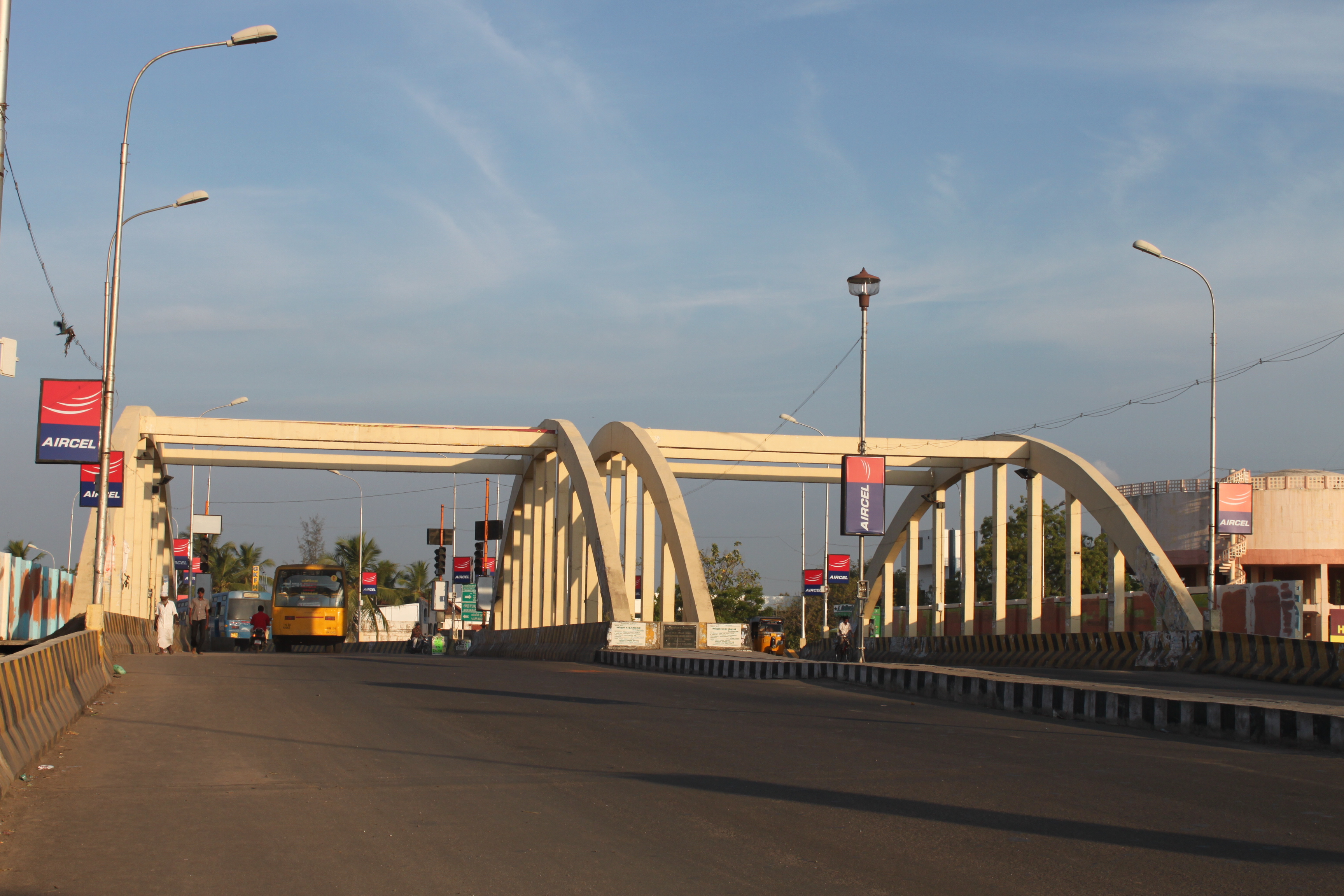
Most w Ćennaj

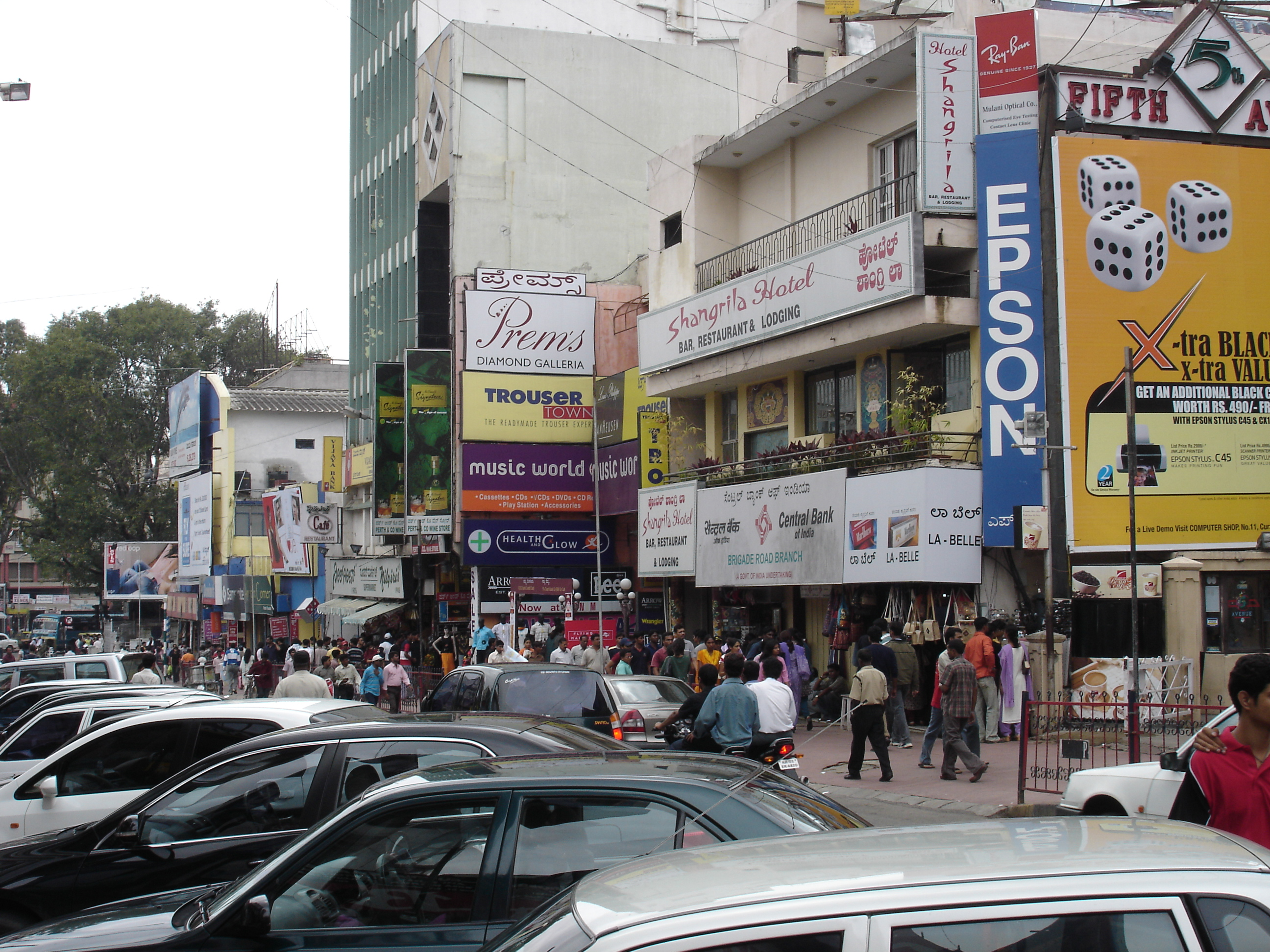
Ulica sklepów w Bengaluru

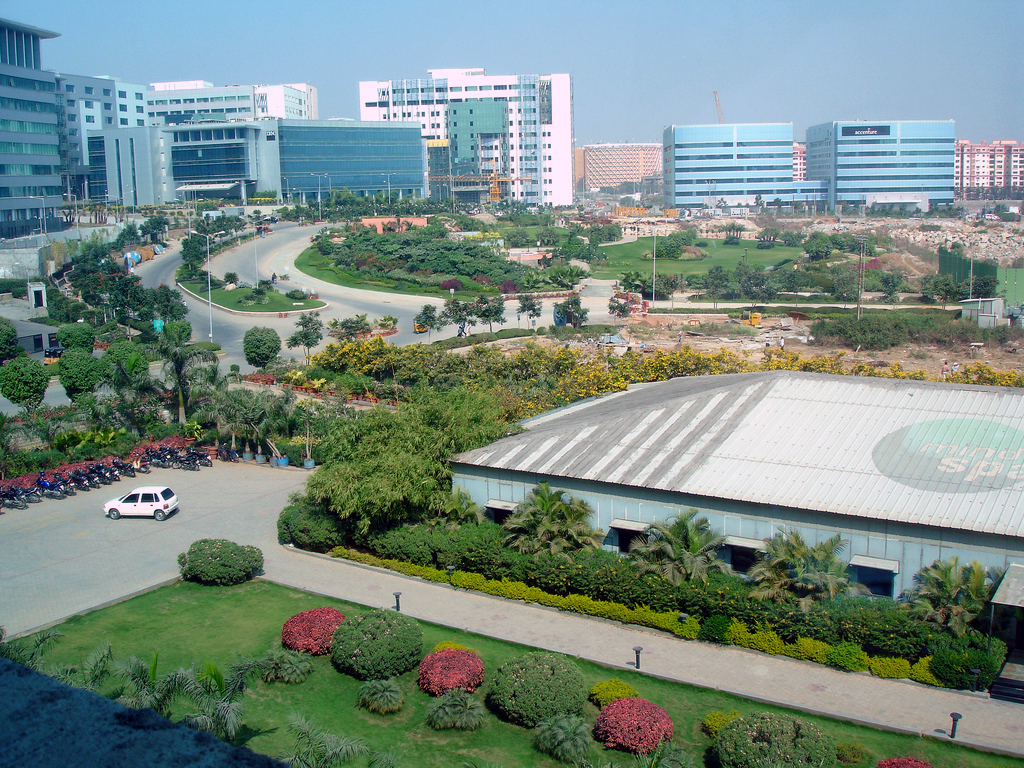
Hajdarabad

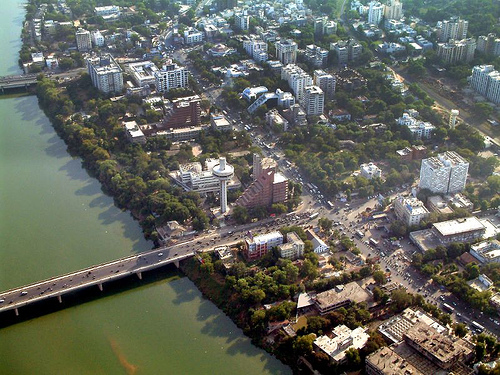
Ahmadabad

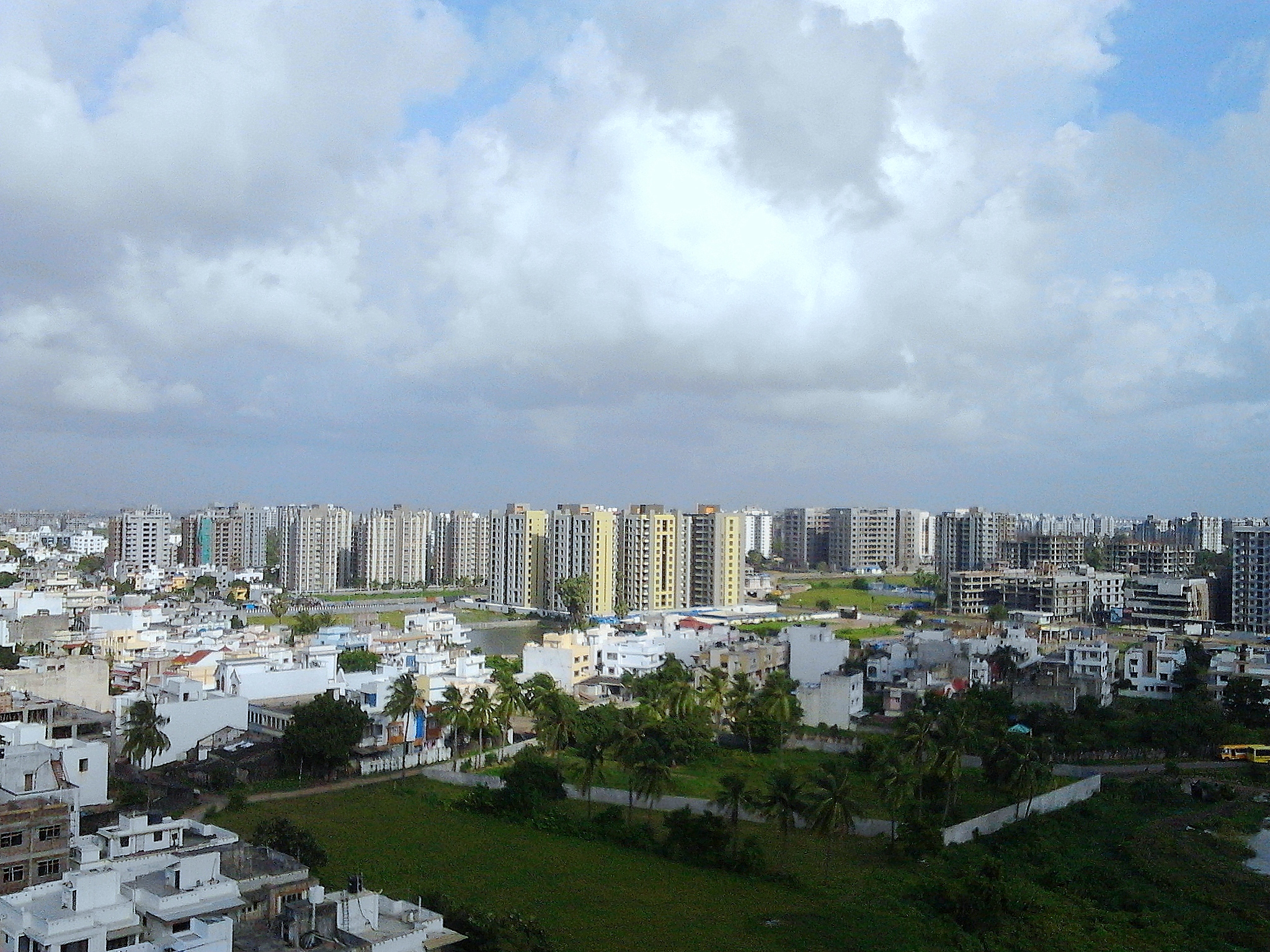
Surat

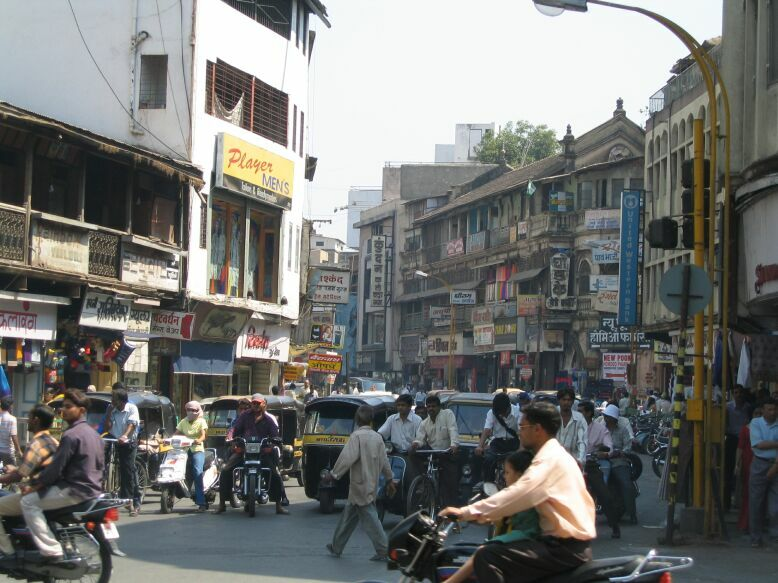
Pune

Liczba ludności według spisu powszechnego w 2011 roku, dane dla aglomeracji z 2016:
| Lp. | Miasto            | Ludność    | Aglomeracja | Stan             |
| --- | ----------------- | ---------- | ----------- | ---------------- |
| 1.  | Mumbaj (Bombaj)   | 12 478 447 | 22 885 000  | Maharasztra      |
| 2.  | Delhi             | 11 007 835 | 26 495 000  | Delhi            |
| 3.  | Bengaluru         | 8 425 970  | 10 535 000  | Karnataka        |
| 4.  | Hajdarabad        | 6 809 970  | 9 305 000   | Telangana        |
| 5.  | Ahmadabad         | 5 570 585  | 7 645 000   | Gudźarat         |
| 6.  | Ćennaj (Madras)   | 4 681 087  | 10 265 000  | Tamilnadu        |
| 7.  | Kolkata (Kalkuta) | 4 486 679  | 14 950 000  | Bengal Zachodni  |
| 8.  | Surat             | 4 462 002  | 5 935 000   | Gudźarat         |
| 9.  | Pune              | 3 115 431  | 5 945 000   | Maharasztra      |
| 10. | Jaipur            | 3 073 350  | 3 575 000   | Radżastan        |
| 11. | Lucknow           | 2 815 601  | 3 335 000   | Uttar Pradesh    |
| 12. | Kanpur            | 2 767 031  | 3 095 000   | Uttar Pradesh    |
| 13. | Nagpur            | 2 405 421  | 2 755 000   | Maharasztra      |
| 14. | Indore            | 1 960 631  | 2 535 000   | Madhya Pradesh   |
| 15. | Thane             | 1 818 872  |             | Maharasztra      |
| 16. | Bhopal            | 1 795 648  |             | Madhya Pradesh   |
| 17. | Visakhapatnam     | 1 730 320  |             | Andhra Pradesh   |
| 18. | Pimpri-Chinchwad  | 1 729 359  |             | Maharasztra      |
| 19. | Patna             | 1 683 200  | 2 280 000   | Bihar            |
| 20. | Vadodara          | 1 666 703  |             | Gudźarat         |
| 21. | Ludhijana         | 1 613 878  |             | Pendżab          |
| 22. | Agra              | 1 574 542  | 2 040 000   | Uttar Pradesh    |
| 23. | Nashik            | 1 486 973  |             | Maharasztra      |
| 24. | Faridabad         | 1 404 653  |             | Haryana          |
| 25. | Meerut            | 1 309 023  |             | Uttar Pradesh    |
| 26. | Radźkot           | 1 286 995  |             | Gujarat          |
| 27. | Kalyan-Dombivali  | 1 246 381  |             | Maharasztra      |
| 28. | Vasai-Virar       | 1 221 233  |             | Maharasztra      |
| 29. | Waranasi          | 1 201 815  | 1 590 000   | Maharasztra      |
| 30. | Śrinagar          | 1 192 792  |             | Dżammu i Kaszmir |
| 31. | Aurangabad        |            | 1 189 376   | Maharasztra      |
| 32. | Dhanbad           | 1 161 561  |             | Jharkhand        |
| 33. | Amritsar          | 1 132 761  |             | Pendżab          |
| 34. | Navi Mumbai       | 1 119 477  |             | Maharasztra      |
| 35. | Allahabad         | 1 117 094  | 1 335 000   | Uttar Pradesh    |
| 36. | Ranchi            | 1 073 440  |             | Jharkhand        |
| 37. | Howrah            | 1 072 161  |             | Bengal Zachodni  |
| 38. | Coimbatore        | 1 061 447  | 2 665 000   | Tamilnadu        |
| 39. | Dżabalpur         | 1 054 336  |             | Madhya Pradesh   |
| 40. | Gwalijar          | 1 053 505  |             | Madhya Pradesh   |
| 41. | Widźajawada       | 1 048 240  |             | Andhra Pradesh   |
| 42. | Dźodhpur          | 1 033 918  | 1 335 000   | Radżastan        |
| 43. | Maduraj           | 1 016 885  | 1 645 000   | Tamilnadu        |
| 44. | Raipur            | 1 010 087  |             | Chhattisgarh     |
| 45. | Kota              | 1 001 365  |             | Radżastan        |

## Alfabetyczna lista miast w Indiach
Wydzielona czcionką pogrubioną miasta z ludnością powyżej miliona mieszkańców.
| - Agra - Ahmadabad - Ahmednagar - Aizawl - Adźmer - Akola - Aligarh - Allahabad - Alwar - Ambattur - Amravati - Amritsar - Anantapur - Arrah - Asansol - Aurangabad - Avadi - Ballari - Bally - Bengaluru - Baranagar - Barddhaman - Bareli - Bathinda - Behta Hajipur - Belgaum - Bhagalpur - Bharatpur - Bhatpara - Bhavnagar - Bhilaj Nagar - Bhilwara - Bhiwandi - Bhopal - Bhubaneswar - Bidar - Bidhannagar - Bihar - Bijapur - Bikaner - Bilaspur - Bokaro Steel City - Bommanahalli - Brahmapur - Byatarayanapura - Coimbatore (Koyampattur) - Cuttack (Kataka) - Czandigarh - Ćandrapur - Ćennaj (Madras) - Darbhanga | - Dasarahalli - Dawangere - Dehradun - Delhi - Deoli - Dewas - Dhanbad - Dhule - Durg - Durgapur - Dżabalpur - Dźalandhar - Dźodhpur - Etawah - Faridabad - Farrukhabad - Firozabad - Gajuwaka - Gandhinagar - Ganganagar - Gaja - Ghaziabad - Gopalpur - Gorakhpur - Gulbarga - Guntur - Guwahati - Gwalijar - Hapur - Hisar - Hospet - Howrah - Hubli-Dharwar - Hajdarabad - Ichalkaranji - Indore - Jaipur - Jalgaon - Jalna - Jammu - Jamnagar - Jamshedpur - Jhansi - Kakinada - Kalyan-Dombivali - Kamarhati - Kanpur - Kapra - Karimnagar - Karnul (Kurnool) - Kolhapur | - Kolkata (Kalkuta) - Kollam - Korba - Kota - Kozhikode - Kukatpally - Kulti - Lalbahadur Nagar (L. B. Nagar) - Latur - Loni - Lucknow - Ludhijana - Maduraj - Mahadevapura - Maheshtala - Malegaon - Malkajgiri - Mangaluru - Mango - Mathura - Mau - Meerut - Mira-Bhayandar - Moradabad - Mumbaj (Bombaj) - Muzaffarnagar - Muzaffarpur - Mysore - Nagpur - Naihati - Nala Sopara - Nanded - Nangloi Jat - Nashik - Navghar-Manikpur - Navi Mumbai - Nellur - Nizamabad - Noida - North Dumdum - Ozhukarai - Panihati - Panipat - Parbhani - Patiala - Patna - Pimpri-Chinchwad - Puducherry - Pune - Purnia | - Qutubullapur - Rajćur - Raipur - Rajamandri - Rajendranagar - Radźkot - Rajpur Sonarpur - Ramagundam - Rampur - Ranchi - Ratlam - Rewa - Rohtak - Saharanpur - Selam (Salem) - Sangli-Miraj & Kupwad - Satna - Saugor - Serilingampally - Shahjahanpur - Shimoga - Sholapur - Shrirampur - Siliguri - Singrauli - Sonipat - South Dumdum - Śrinagar - Surat - Thane - Thiruvananthapuram - Thrissur - Tiruchirappalli - Tirunelweli - Tirupati - Tirupur - Tiruvottiyur - Tumkur - Udajpur - Ujjain - Ulhasnagar - Uluberia - Vadodara - Vasai-Virar - Visakhapatnam - Waranasi - Warangal - Widźajawada |